# 七龍珠ZIII 烈戰人造人
《七龍珠ZIII 烈戰人造人》是萬代公司在1992年于红白机平台上发行的一款角色扮演游戏。本作改编自漫画《七龙珠》，游戏的故事情节以漫画为主线并加入《七龍珠Z 最強對最強》情节。

## 简介
本作新增了卡牌的种类和功能。并新增了“KIをねる”选项（蓄力模式），使用得当可以在游戏的下一回合就可以选择超必杀技。